# Androsace obtusifolia
Androsace obtusifolia All., 1785 è una pianta appartenente alla famiglia delle Primulacee.

## Distribuzione e habitat
La specie è presente in Europa centrale e meridionale (Francia, Germania, Svizzera, Italia, Austria, Repubblica Ceca, Polonia, Bulgaria, Romania).
Cresce dai 1600 ai 2800 m s.l.m. specialmente su terreni acidi o poco calcarei ricchi di humus.